# 걸사비우
걸사비우(乞四比羽, ?~698년)는 고구려 유민으로 7세기에 고왕의 아버지 걸걸중상과 함께 발해의 건국을 주도한 말갈족 출신 무장이다.

## 생애
그는 고구려 멸망 후 당나라의 영주(營州, 조양)로 강제 이주되어 억류생활을 하였다.
695년 거란의 이진충(李盡忠)과 손만영(孫萬榮)이 폭정을 일삼던 영주도독(營州都督) 조문홰를 죽이고 반란을 일으켜 혼란한 틈을 타 걸걸중상과 함께 고구려, 말갈 유민들을 이끌고 탈출하여 고구려 옛 땅으로 이동하였다.
이에 당나라는 걸걸중상을 진국공(震國公)에, 걸사비우를 허국공(許國公)에 봉하고 회유하였으나, 이를 듣지 않자 이해고를 보내 고구려와 말갈인 집단을 공격하였다.
걸걸중상은 당나라와의 싸움 직전 병사하였고, 걸사비우 역시 천문령 전투 이전의 전투에서 전사했다.

## 걸사비우가 등장한 작품
- 《삼국기》(KBS, 1992년~1993년 배우:박병훈
- 《대조영》(KBS, 2006년~2007년, 배우:최철호)

## 같이 보기
- 걸걸중상
- 고왕